# André Barquero
André Barquero Morera (San José, 7 de agosto de 1995) es un artista marcial mixto costarricense que compite en la división de peso pluma de LUX Fight League.

## Primeros años
Nació el 7 de agosto de 1995. Empezó a practicar distintas artes marciales a los 15 años de edad y su interés en MMA lo atribuye al videojuego UFC 2009 Undisputed. A los 17 años, Barquero empezó una carrera amateur, donde tuvo una marca invicta de 9 peleas ganadas.

## Carrera de artes marciales mixtas

### Carrera temprana
En 2015, Barquero hizo la transición a MMA profesional, iniciando su carrera en la promoción costarricense Calvo Promotions. Aunque perdió en su debut en noviembre de dicho año, tuvo un buen 2016 al obtener dos victorias. En 2017, obtuvo otras dos victorias en Center Real Fights, ambas por sumisión; allí ganó el Campeonato de Peso Mosca de la organización.

### Pancrase
La primera pelea de Barquero fuera de Costa Rica se dio el 15 de abril de 2018 en Pancrase de Japón. Se enfrentó a Tatsuya Watanabe en el evento Pancrase 295, y ganó la pelea tras someter a su rival con un triangle choke.

### Combate Américas
Barquero arribó a los Estados Unidos, donde fue programado para enfrentar a Eduardo Alvarado en Combate Global el 8 de noviembre de 2019. Con un mataleón, ganó la pelea en el tercer asalto.

### LUX Fight League
Barquero decidió probar suerte en México, tras ser fichado por LUX Fight League. Su debut promocional fue el 3 de febrero de 2023, enfrentando a Cesar Vásquez en LUX 030, llevándose la victoria por sumisión en el segundo asalto.
Barquero se enfrentó a Irvin Amaya el 11 de agosto de 2023 en LUX 035. Ganó la pelea por sumisión en el primer asalto, utilizando nuevamente el mataleón como en sus triunfos anteriores.
Barquero se enfrentó a Abraham Nava el 29 de noviembre de 2024 en LUX 048. Por tercera vez consecutiva, obtuvo la victoria por sumisión, aunque esta vez aplicando el triangle choke.
Barquero se enfrentó a Ramfery Gutierrea el 28 de marzo de 2025 en LUX 051. Ganó la pelea por decisión unánime.

## Campeonatos y logros
- Center Real Fights
  - Campeonato de Peso Mosca de CRF (una vez)

## Récord en artes marciales mixtas
| Récord profesional | Récord profesional | Récord profesional |
| 13 peleas          | 11 victorias       | 2 derrotas         |
| ------------------ | ------------------ | ------------------ |
| Nocaut             | 1                  | 0                  |
| Sumisión           | 8                  | 0                  |
| Decisión           | 2                  | 2                  |

| Resultado | Récord | Oponente          | Método                      | Evento                        | Fecha                   | Ronda | Tiempo | Localización                | Notas                                    |
| --------- | ------ | ----------------- | --------------------------- | ----------------------------- | ----------------------- | ----- | ------ | --------------------------- | ---------------------------------------- |
| Victoria  | 11–2   | Ramfery Gutierrez | Decisión (unánime)          | LUX 051                       | 28 de marzo de 2025     | 3     | 5:00   | Ciudad de México            |                                          |
| Victoria  | 10–2   | Abraham Nava      | Sumisión (triangle choke)   | LUX 048                       | 29 de noviembre de 2024 | 1     | 2:13   | Monterrey                   |                                          |
| Victoria  | 9–2    | Irvin Amaya       | Sumisión (rear-naked choke) | LUX 035                       | 11 de agosto de 2023    | 1     | 4:07   | Monterrey                   |                                          |
| Victoria  | 8–2    | Cesar Vázquez     | Sumisión (rear-naked choke) | LUX 030                       | 3 de febrero de 2023    | 2     | 2:15   | Monterrey                   |                                          |
| Victoria  | 7–2    | Eduardo Alvarado  | Sumisión (rear-naked choke) | Combate Americas: San Antonio | 8 de noviembre de 2019  | 3     | 4:38   | San Antonio, Texas          |                                          |
| Derrota   | 6–2    | Sean Santella     | Decisión (unánime)          | CFFC 76                       | 14 de junio de 2019     | 4     | 5:00   | Bensalem, Pensilvania       |                                          |
| Victoria  | 6–1    | Tommy Espinosa    | Decisión (mayoritaria)      | CFFC 72                       | 16 de febrero de 2019   | 3     | 5:00   | Atlantic City, Nueva Jersey |                                          |
| Victoria  | 5–1    | Tatsuya Watanabe  | Sumisión (triangle choke)   | Pancrase 295                  | 15 de abril de 2018     | 1     | 2:00   | Tokio                       |                                          |
| Victoria  | 4–1    | Wascar Cruz       | Sumisión (rear-naked choke) | CRF 25                        | 22 de octubre de 2017   | 3     | 1:05   | San José                    | Ganó el Campeonato de Peso Mosca de CRF. |
| Victoria  | 3–1    | Marco Montealegre | Sumisión (triangle choke)   | CRF 21                        | 19 de febrero de 2017   | 3     | 1:53   | San José                    |                                          |
| Victoria  | 2–1    | Alcides Saavedra  | TKO                         | Calvo Promotions 12           | 6 de diciembre de 2016  | 1     | 2:01   | San José                    |                                          |
| Victoria  | 1–1    | Luis Hernández    | Sumisión (kimura)           | Calvo Promotions 10           | 2 de julio de 2016      | 1     | 4:47   | San José                    |                                          |
| Derrota   | 0–1    | Fernando Moya     | Decisión (unánime)          | Calvo Promotions 7            | 5 de noviembre de 2015  | 3     | 5:00   | San José                    |                                          |